# غار تل پیر
غار تل پیر مربوط به دوران فرادیرینه‌سنگی است و در شهرستان ممسنی، بخش رستم، دهستان رستم ۱، ۲ کیلومتری شمال روستای تل پیر واقع شده و این اثر در تاریخ ۳۰ بهمن ۱۳۸۶ با شمارهٔ ثبت ۲۰۷۷۱ به‌عنوان یکی از آثار ملی ایران به ثبت رسیده است.